# Манпхо
Манпхо (кор. 만포) — город в КНДР, в провинции Чагандо, на берегу пограничной реки Ялуцзян.

## Население
Население города превышает 100 тысяч человек.

## История
Город был образован в 1967 году.

## Промышленность
В Манпхо находятся предприятия лёгкой и деревообрабатывающей промышленности, рядом с городом имеются несколько ГЭС. Крупный цементный завод, Шинное производственное объединение.